# بک جو هی
بک جو هی (کره‌ای: 백주희؛ زادهٔ ۲۹ نوامبر ۱۹۷۶) بازیگر اهل کره جنوبی است. او به خاطر ایفای نقش در وکیل بی‌قانون، فوق برنامه، نام من و وب‌تون امروز شناخته می‌شود. او همچنین در فیلم استارت آپ نیز حضور پیدا کرده‌است.

## فیلم‌شناسی

### مجموعه تلویزیونی
| سال  | عنوان                | نقش           | منابع  |
| ---- | -------------------- | ------------- | ------ |
| ۲۰۱۸ | وکیل بی‌قانون         | نو هیون جو    | [ ۶ ]  |
| ۲۰۲۰ | فوق برنامه           | چو می جونگ    | [ ۷ ]  |
| ۲۰۲۰ | هیس                  | لی جه اون     | [ ۸ ]  |
| ۲۰۲۱ | ارزششو نداره         | مادر هیون مین | [ ۱ ]  |
| ۲۰۲۱ | نام من               | کانگ سو یون   | [ ۹ ]  |
| ۲۰۲۱ | شادی                 | پارک مین جی   | [ ۱۰ ] |
| ۲۰۲۲ | عشق دیوانه‌وار        | ما اون جونگ   | [ ۱۱ ] |
| ۲۰۲۲ | ازدواج مجدد و آرزوها | ها یونگ سو    | [ ۱ ]  |
| ۲۰۲۲ | وب‌تون امروز          | لیم دونگ هی   | [ ۱۲ ] |
| ۲۰۲۲ | گلیچ                 | سو هوا جونگ   | [ ۱۳ ] |
| ۲۰۲۳ | دکتر چا              | بک می هی      | [ ۱۴ ] |

### مجموعه اینترنتی
| سال  | عنوان | نقش      | توضیحات |
| ---- | ----- | -------- | ------- |
| ۲۰۲۳ | محرک  | صاحب متل |         |